# Aleksandr Kurlovich
Aleksandr Nikolaïevitch Kurlovich, né le 28 juillet 1961 à Grodno et mort le 6 avril 2018 dans la même ville, est un haltérophile soviétique puis biélorusse.

## Carrière
Aleksandr Kurlovich évolue sous les couleurs de l'Union soviétique jusqu'en 1991.
Il est sacré champion olympique dans la catégorie des plus de 110 kg aux Jeux olympiques d'été de 1988 à Séoul. Aux Championnats du monde d'haltérophilie, il remporte l'or à trois reprises dans la catégorie des plus de 110 kg (en 1987, 1989 et 1991) et l'argent en 1983. Il obtient deux médailles d'or en 1989 et 1990 et une médaille d'argent en 1983 aux Championnats d'Europe d'haltérophilie.
Après la dislocation de l'URSS, il remporte sous la bannière de l'Équipe unifiée l'or dans la catégorie des plus de 110 kg aux Jeux olympiques d'été de 1992 à Barcelone.
Puis sous les couleurs de la Biélorussie, il termine cinquième dans la catégorie des plus de 108 kg aux Jeux olympiques d'été de 1996 à Atlanta et remporte l'or aux Mondiaux de 1994 à Istanbul  dans la catégorie des plus de 108 kg.